# Luis Olivas
Luis Alejandro Olivas Salcedo (Tepic, Nayarit, México; 10 de febrero de 2000) es un futbolista mexicano. Juega como defensa central y actualmente se encuentra en el Club Deportivo Guadalajara de la Primera División de México.

## Trayectoria

### Inicios, Club Deportivo Guadalajara y Liverpool Football Club
Ingreso a las fuerzas básicas de Chivas en el 2015, donde jugó en las categorías Sub-15 y Sub-17, en el 2017 fue visoriado por un visor del equipo del Liverpool Football Club, lo llevó a Inglaterra, estuvo en prueba durante 6 meses, sin embargo no pasó las pruebas y el jugador volvió a Chivas. 

### Club Deportivo Tudelano
En junio de 2019, fue transferido al Club Deportivo Tudelano de la Segunda División de España, en calidad de Préstamo por 1 año sin opción a compra.

### Club Deportivo Guadalajara
En mayo de 2020, se confirma su regreso al Club Deportivo Guadalajara, sin embargo con el objetivo de tener minutos y experiencia, fue mandado  al Tapatío.

## Selección nacional

### Selección absoluta
Tras sus buenas actuaciones en Chivas, fue convocado por Gerardo Martino para el partido amistoso contra la selección de Chile. El 8 de diciembre debuta con la selección mayor jugando los 90 minutos.

## Estadísticas
| Club | Div           | Temporada     | Liga nacionales(1) | Liga nacionales(1) | Liga nacionales(1) | Copas nacionales(2) | Copas nacionales(2) | Copas nacionales(2) | Torneos internacionales | Torneos internacionales | Torneos internacionales | Total | Total | Total  | Media goleadora |
| Club | Div           | Temporada     | Part.              | Goles              | Asist.             | Part.               | Goles               | Asist.              | Part.                   | Goles                   | Asist.                  | Part. | Goles | Asist. | Media goleadora |
| --- | ------------- | ------------- | ------------------ | ------------------ | ------------------ | ------------------- | ------------------- | ------------------- | ----------------------- | ----------------------- | ----------------------- | ----- | ----- | ------ | --------------- |
| C.D. Tudelano · España |               |               |                    |                    |                    |                     |                     |                     |                         |                         |                         |       |       |        |                 |
| 2ªB |               |               |                    |                    |                    |                     |                     |                     |                         |                         |                         |       |       |        |                 |
| 2018-19 | 14            | 2             | 0                  | 1                  | 0                  | 0                   | 0                   | 0                   | 0                       | 15                      | 2                       | 0     | 0.13  |        |                 |
| Total club | Total club    | 14            | 2                  | 0                  | 1                  | 0                   | 0                   | 0                   | 0                       | 0                       | 15                      | 2     | 0     | 0.13   |                 |
| C.D. Tapatío · México |               |               |                    |                    |                    |                     |                     |                     |                         |                         |                         |       |       |        |                 |
| 2.ª |               |               |                    |                    |                    |                     |                     |                     |                         |                         |                         |       |       |        |                 |
| 2020-21 | 4             | 1             | 0                  | 0                  | 0                  | 0                   | 0                   | 0                   | 0                       | 4                       | 1                       | 0     | 0.25  |        |                 |
| Total club | Total club    | 4             | 1                  | 0                  | 0                  | 0                   | 0                   | 0                   | 0                       | 0                       | 4                       | 1     | 0     | 0.25   |                 |
| Total carrera | Total carrera | Total carrera | 18                 | 3                  | 0                  | 1                   | 0                   | 0                   | 0                       | 0                       | 0                       | 19    | 3     | 0      | 0.16            |
| (1)Incluye datos de la Segunda División B de España (2019), Liga de Expansión MX (2020-Act.). (2)Incluye datos de la Copa del Rey (2020). |               |               |                    |                    |                    |                     |                     |                     |                         |                         |                         |       |       |        |                 |